# Bas van Toor
Bastiaan (Bas) van Toor (Maassluis, 17 september 1935) is een Nederlands artiest. Hij is bekend van Bassie en Adriaan en The Crocksons samen met zijn broer Aad.

## Levensloop
Van Toor groeide op tijdens de Tweede Wereldoorlog. Zijn vader overleed aan de gevolgen van de oorlog en het ouderlijk huis werd gebombardeerd. Deze moeilijke jeugd inspireerde hem om artiest te worden, wat hij beschouwde als een manier om de jaren van armoede en achterstelling achter zich te laten.
Op negentienjarige leeftijd sloot Van Toor zich aan bij een Belgisch circus als tentbouwer, in de hoop het vak van acrobaat te leren. Na een jaar had hij slechts één salto onder de knie. Terug in Nederland haalde hij zijn dertienjarige broer Aad over om samen een acrobatennummer te beginnen: The Crocksons.
De broers traden meerdere keren op in de Rudi Carrell Show en bouwden een carrière uit in de entertainmentwereld. In 1971 schreef Bas van Toor voor Sjakie Schram het liedje "'k Heb niks gezien". Daarna schreef hij met Aad liedjes voor artiesten zoals  André van Duin, het Cocktail Trio en Conny Vink.
Zijn grootste succes behaalde Van Toor als clown Bassie in het duo Bassie en Adriaan, samen met zijn broer Aad. Hij speelde niet alleen clown Bassie, maar ook de boef Vlugge Japie in verschillende televisieseries rond het duo. Tussen 1980 en 1982 hadden ze zelfs hun eigen circus, Circus Bassie en Adriaan, in samenwerking met producent Joop van den Ende. Van Toor verzorgde aanvankelijk de pers en publiciteit, maar nam al snel ook de tourneeplanning op zich.
Vanaf 1983 produceerden Bas en Aad hun voorstellingen, televisieseries en merchandising zelfstandig, met gescheiden verantwoordelijkheden. Bas was de drijvende kracht achter de tournees en het regelen van rekwisieten. Tussen 1996 en 2004 bracht hij drie mondharmonica-cd's uit en presenteerde hij in de jaren '90 het radioprogramma "Bassie" op Radio Noordzee Nationaal op de zondagochtend tussen 7:00 en 8:00 uur.
In 1997 ontvingen Bas en Aad een Koninklijke onderscheiding en werden zij benoemd tot Ridder in de Orde van Oranje-Nassau. 
In 2002 werd Van Toor veroordeeld tot een boete wegens belastingfraude.
Na het pensioen van Aad in 2004 begon Bas samen met goochelaar Sylvia Schuyer een nieuwe theatervoorstelling "Magiclandshow: The Beauty and The Clown", die wegens tegenvallende kaartverkoop snel werd stopgezet. Later dat jaar toerde hij met zijn schoonzoon Evert van den Bos bij Circus Althoff. In 2005 volgde de voorstelling "Bassie en zijn vriendjes" met Van den Bos en Peter Grooney. Na Grooney’s pensionering ging de show verder als "De Bassie lachspektakelshow". Zijn laatste theatervoorstelling als clown Bassie gaf hij op 1 december 2013. Tussen 2011 en 2016 trad hij ook op in discotheken met  DJ Kicken.
In 2008 kwam Van Toor in het nieuws door een vermeende zwangerschap van een vrouw, wat uiteindelijk een reclamestunt bleek te zijn. Hoewel de roddelpers woedend was, werd de reclame genomineerd voor de Gouden Loeki.
In 2009 was Van Toor mede-initiatiefnemer van de kinderzender Pebble TV. In 2010 speelde hij een rol in een documentaire over de gebroeders Misset.
Tussen 2014 en 2016 werkte hij voor Omroep Vlaardingen. In 2017 verscheen zijn boek "Allememaggies", een bundel columns en anekdotes over zijn carrière.
Vanwege zijn verslechterde gezondheid stopte hij in 2018 definitief met zijn alter ego clown Bassie. Op zijn 86e verjaardag in 2021 kreeg hij een defilé voor zijn oude huis, met een aantal "Bassie en Adriaan" auto's en caravans. Mensen feliciteerden hem. Tevens speelde Draaiorgel de Scala enkele medleys van Bassie en Adriaanliedjes. Op 26 juni 2024 werd Bas van Toor benoemd tot ereburger van Vlaardingen.

## Privé
Bas van Toor trouwde op 22 mei 1962 met Coby. Samen hebben zij drie dochters, vijf kleinkinderen en twee achterkleinkinderen. Coby was onderdeel van The Four Crocksons en tijdens de opnames van de televisieseries van Bassie en Adriaan productieassistent. In 2025 werd bekend dat één van zijn dochters plotseling is overleden.
Bas heeft naast zijn broer Aad ook een halfzus en een halfbroer, Aart de Heer.

## Trivia
- In de aflevering Achter de wolken schijnt de zon van Bassie en Adriaan speelt Bas van Toor een scène met zijn moeder, de vrouw die moet oversteken. Ook is zij de oudere dame die door Bassie een kus krijgt in de politiedroom in de De plaaggeest. Zijn dochter Liesbeth verschijnt als kassameisje in de laatste aflevering van  De plaaggeest, terwijl zijn dochter Cindy in de Duitse aflevering van De geheimzinnige opdracht een brief aan Bassie en Adriaan overhandigt. Zijn schoonzoon Evert speelt de rol van agent in Het geheim van de schatkaart en is als 'Evert' te zien in Een vergissing is menselijk. Ook zijn kleinzoon is te zien, in het liedje Klein klein kleutertje, en zijn kleindochter speelt in Alles in de wind uit  Liedjes uit Grootmoeders Tijd.
- Naast zijn dubbelrol als Vlugge Japie heeft Bas van Toor ook een aantal andere kleine rollen gespeeld in de televisieseries. Zo is hij te zien als kermisbaas in Bassie krijgt een lesje,[10] als visser in Zeg het met bloemen,[11] als eigenaar van de waterscooter in Het geheim van de sleutel, als taartenbakker (de aflevering in Italië) en als een van de fairy's in De geheimzinnige opdracht (de aflevering in Ierland), als kapitein van het piratenschip in Bassie en de reis van Zwarte Piet en als muzikant in Bassie en de speurtocht naar Charly (aflevering Een echte slagroomtaart).
- Van Toor werd tot maart 2005 geïmiteerd in het radioprogramma Jensen in de Middag. De imitatie was zo treffend dat Van Toor er zelf op werd aangekeken. Robert Jensen besloot daarom te stoppen met het typetje nadat Bas van Toor zijn beklag had gedaan.[12] De uitspraken van deze namaak-Bassie, Frank Evenblij, waren namelijk erg grof van aard.
- Van Toor was 35 jaar bevriend geweest met Paul Wilking, beter bekend als Pistolen Paultje.[13][14][15] Naar aanleiding daarvan werd enige tijd overwogen om Wilking de rol van de Baron te laten spelen.[16] In 1999 kocht Van Toor een cowboypistool voor de Bassie en Adriaan-voorstelling in Duitsland, waarbij hij een alarmpistool met losse flodders kocht op verzoek van Wilking voor Herman Brood.[17] Een aantal dagen later kwam Brood in het nieuws door met het pistool uit een trein te schieten.[18]